# Dendrobium-Alkaloide

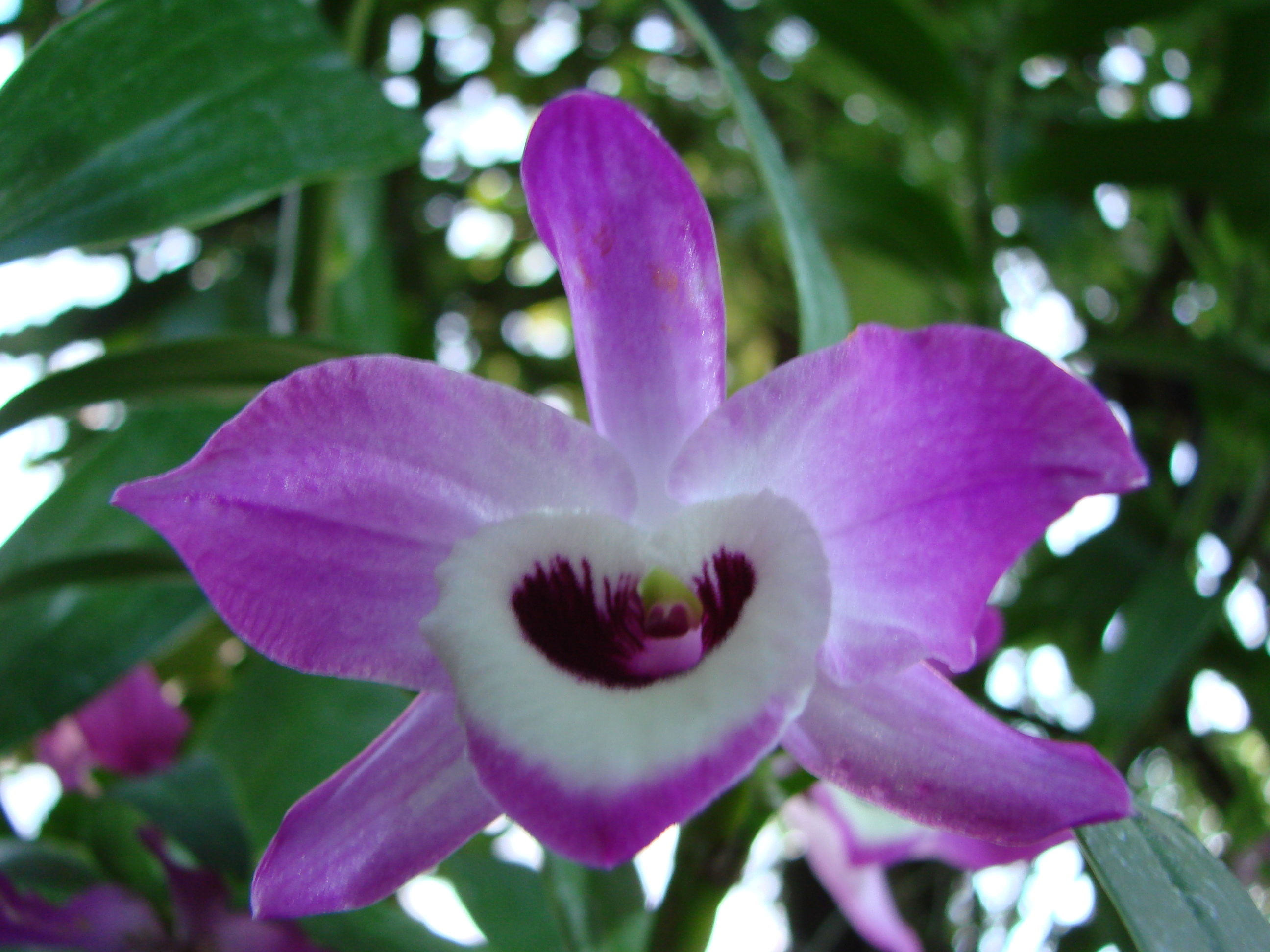
Dendrobium nobile

Dendrobium-Alkaloide sind Naturstoffe und sogenannte Pseudoalkaloide.

## Vorkommen
Dendrobium-Alkaloide kommen in der Orchideen-Gattung Dendrobium vor, u. a. Dendrobium nobile.

## Vertreter
Es sind etwa 15 Alkaloide aus dieser Gruppe bekannt. Zu den Vertretern zählen u. a. Dendrobin, Nobilonin und Dendroxin.

(–)-Dendrobin
Nobilonin
(–)-Dendroxin